# Alte Liebe (Cuxhaven)

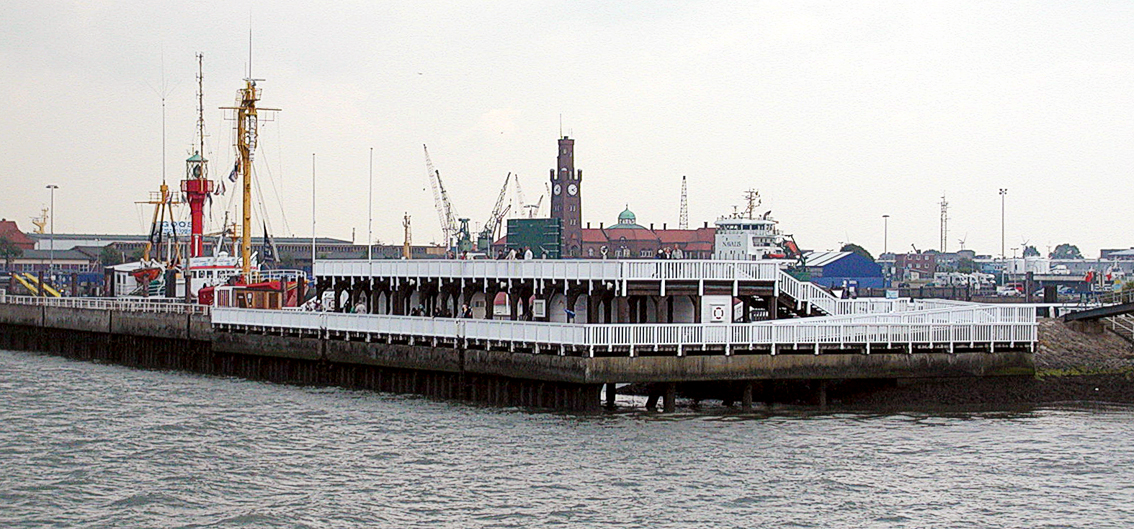
Die Alte Liebe von der Seeseite

Die Alte Liebe ist eine ehemalige Pier im Hafen von Cuxhaven, die heute als Aussichtsplattform dient. Sie befindet sich an der stromseitigen Begrenzung des Cuxhavener Hafens zum Fahrwasser der Unterelbe. Die Schiffe nach Neuwerk und Helgoland sowie zu den Sandbänken mit den Seehunden legen hafeneinwärts in der Nähe der Plattform ab.

## Beschreibung

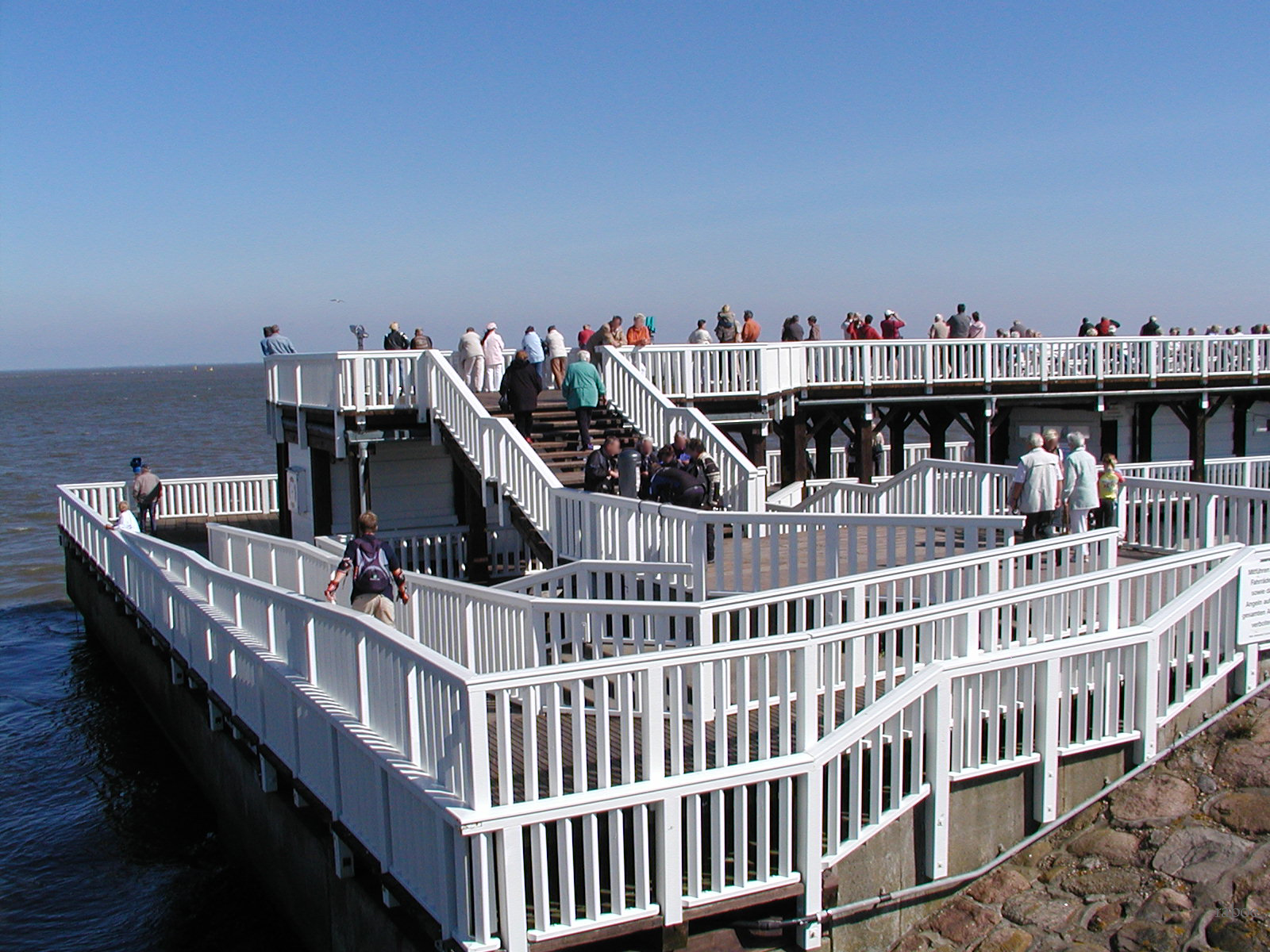
Die Alte Liebe Südseite

Das Bauwerk wurde erstmals 1733 durch die Versenkung dreier ausgedienter Schiffe an dieser Stelle errichtet. Die Schiffe wurden mit Pfählen umgeben und die Zwischenräume mit Steinen und Buschwerk ausgefüllt. Ziel war es, den durch Sturmfluten beschädigten Hafen zu befestigen und die Große Bake zu sichern, die damals die Hafeneinfahrt markierte.
Die Alte Liebe diente später als Schiffsanleger und wurde regelmäßig erneuert. 1982 wurde das Bauwerk in eine reine Aussichtsplattform umgewandelt. Zugleich wurden die maroden Holzpfähle des Unterbaus durch eine Konstruktion aus Stahlbeton ersetzt. Darüber befindet sich heute ein zweistöckiger Pfahlbau aus Holz, von dessen Galerie Besucher die Schifffahrt auf der Unterelbe beobachten können. Über eine Lautsprecheranlage werden die Besucher von April bis Oktober täglich zwischen 10 und 19 Uhr unter anderem über Größe und Herkunft der vorbeifahrenden Schiffe informiert. Seit 2011 ist der Schiffsansagedienst Cuxhaven e. V. für diese Ansagen verantwortlich.
In der Nähe der Alten Liebe liegen der Windsemaphor Cuxhaven, Hamburger Leuchtturm und das Minensucher-Denkmal.

## Name
Der Name Alte Liebe soll sich vom vordersten der drei versenkten Schiffe herleiten, das Die Liebe hieß. Einer anderen Überlieferung zufolge lautete der Name des Schiffes Olivia. Von der Bevölkerung wurde es jedoch nur Oliv genannt, was phonetisch dem plattdeutschen Wort für „Alte Liebe“ (= Ol’ Leev) entsprach.

## Bei der Alten Liebe
Die  Straße Bei der Alten Liebe ist eine kurze Straße, die von der Cassen-Eils-Straße und der Straße Am Alten Hafen zum Anlieger u. a. des Seebäderdienstes Helgoland führt. An der Straße stehen die denkmalgeschützten Gebäude Radarturm von 1960, Semaphor von 1884, Hamburger Leuchtturm von 1804 und Wetterwarte aus den 1920er Jahren sowie Feuerschiff Elbe 1 von 1948 und das Minensucher-Denkmal von 1935.

## Heinrich Heine
Der deutsche Dichter Heinrich Heine verweilte einige Male in Cuxhaven. Das erste Mal im September 1823 zu einem Kuraufenthalt, ein zweiter Besuch fand 1826 und zuletzt 1830 statt. Cuxhaven, Ritzebüttel und die Alte Liebe waren für ihn Inspiration in manchen Werken. In einem nicht mehr ganz erhaltenen Gedicht, welches wahrscheinlich aus dem Jahr 1823 stammt, wird die Alte Liebe auch als solche erwähnt. Diese ersten Zeilen sind heutzutage auf einer Tafel im Hafen zu finden:
Am Werfte zu Kuxhaven 
Da ist ein schöner Ort,
Der heißt "Die Alte Liebe".
Die meinige ließ ich dort...